# Hermandad del Prendimiento (Almería)
La Hermandad del Prendimiento de Almería, cuya denominación oficial y completa es Real e Ilustre Hermandad Sacramental y Cofradía de Nazarenos de Nuestro Padre Jesús en su Prendimiento, Ntro. Padre Jesús Cautivo de Medinaceli y Nuestra Señora de la Merced es una Cofradía Almeriense, miembro de la Agrupación de Hermandades y Cofradías de Almería, que participa en la Semana Santa de Almería. Goza de tener entre sus titulares a una de las devociones principales de Almería como es Ntro. Padre Jesús Cautivo de Medinaceli, conocido popularmente como el "Señor de Almería".

## Historia
La Hermandad se funda en 1948, en la parroquia de San Sebastián. Nace como Ilustre Cofradía del Prendimiento y Nuestra Señora de la Merced aunque es conocida como 'Cofradía de Excautivos'. Las primeras Reglas son aprobadas el 22 de enero de 1948 a instancias de la Delegación Nacional de Excautivos, que si bien ya mostró intención de organizar la Hermandad varios años antes, no pudo hacerlo hasta finales de la década de los cuarenta. La situación económica del momento condiciona su nacimiento hasta el extremo de que es el gobernador civil Manuel Urbina Carrera quien aporta la cantidad necesaria para la realización del misterio titular. 15.000 pesetas para un grupo escultórico que salió del taller de Perceval y que fue bendecido el Miércoles Santo de 1948, aunque la cofradía no pudo salir como tal ese año y el paso lo hizo integrado en el cortejo de la Hermandad de los Estudiantes esa misma noche.
Ya desde su mismo nacimiento queda de manifiesto el devenir de esta primera etapa de la Hermandad, caracterizado por asemejarse a unos dientes de sierra, con enormes altibajos. A fuertes desembolsos económicos y salidas no exentas de brillantez en la composición del cortejo siguen años de decaimiento de los que se sobrepone rápidamente iniciando nuevamente el ciclo que caracteriza y marca esta primera etapa. Esto propicia, además de que las salidas se realicen de manera intermitente, que tampoco se hagan el mismo día. Unos años lo hará el martes, otros el miércoles (día mayoritario) y, otros, el Jueves Santo. La lluvia la dejará otras veces en la iglesia y una precaria situación económica hará que otras tantas salga sólo alguno de los pasos y, encima, integrado en el cortejo de otra cofradía. Esto ocurrió algunas veces con los Estudiantes, con el Amor o con el Silencio. Estos 30 primeros años son, como decimos, de una enorme inestabilidad. La primera década es de una robustez considerable: en los 50 se adquiere la imagen del Cautivo, se encarga la de la Virgen de la Merced, se realizan nuevos pasos y comienza el bordado del manto blanco que sustituirá al primitivo, celeste, y se consigue sacar tres pasos pero a la siguiente ya deja de salir uno de esos pasos (el de San Pedro y Malco) y llegan los años en los que se tiene que suspender la salida; unas veces por falta de dinero (1966 y 1967) y otras por inclemencias meteorológicas (1968). En 1969 vuelve a salir al cofradía y en 1970 lo hace sólo el Cautivo (el Jueves Santo) a lo que siguió un periodo de decaimiento extremo en el que salvo las imágenes titulares, prácticamente todos los demás enseres desaparecen. En la década de los sesenta y en la de los setenta la cofradía de Excautivos había dejado de existir; aunque la gobernaban, prácticamente, los hijos de los fundadores había dejado de funcionar como hermandad, reuniéndose los pocos hermanos que quedaban para sacar las imágenes en Semana Santa y nada más.
En 1977 se reorganiza la Hermandad, obteniéndose la erección canónica en la Catedral. Al frente de esta nueva etapa se encuentra un grupo de jóvenes que no tiene ninguna vinculación con los dirigentes de la etapa anterior. El primer Hermano mayor de esta nueva época es Juan Antonio Barrios Fenoy que, no obstante, cuenta con la colaboración de Arnoldo Rodríguez, último Hermano mayor de la primera etapa y de Resi Lussnigg Arjona, Camarera mayor. No son pocos los esfuerzos para reorganizarla y recuperar algunas de las piezas del patrimonio de la Hermandad, en mano de las familias de los antiguos rectores. No obstante se consigue recuperar algunos enseres y documentos. Esta nueva etapa coincide con la de mayor esplendor en la historia de la Hermandad, cuya vida interna queda regularizada y se extiende a lo largo de todo el año.
Se encargan nuevas imágenes que van sustituyendo paulatinamente a las anteriores y se proyectan y diseñan nuevos pasos y enseres tanto para el Prendimiento,para el Cautivo como para la Merced. A la normalización de la vida interna ayuda la ampliación de los cultos, cuya celebración se extienden ya de enero a diciembre. Se apuesta por actividades novedosas en la Hermandad como los pregones (desde 1990) y nacen iniciativas encaminadas a mantener una comunicación con los hermanos como el boletín (1989), la web (2005) o los perfiles en Facebook (2010), Tuenti (2009), Twitter (2011) e Instagram (2015), frentes todos ellos aún abiertos y con magníficos resultados de cara a la comunicación con los hermanos. Se mantiene relación con otras hermandades a las que se llega a amadrinar en acontecimientos importantes de su historia llegando a producirse, incluso, hermanamientos con corporaciones de otras localidades o con cuerpos militares.
En 1996 tiene lugar un incendio en el interior de la Catedral; la madrugada del Jueves Santo, a las pocas horas de recogerse la cofradía, un incendio destruye dos de los tres pasos de la Hermandad perdiéndose en él las imágenes de la Virgen de la Merced y la de Jesús Cautivo, viéndose mermado considerablemente el patrimonio. Aquel incendio en la madrugada del 4 de abril afectó también a las otras Hermandades de la Catedral y dañó al propio templo, de ahí que en 1999 comenzara la restauración de la parte más afectada y se aprovechase para cambiar la solería. Por tal motivo, la Hermandad buscó acomodo en el cercano convento de las Claras (del 5 de septiembre de 1999 al 11 de marzo de 2000) por lo que se decidió nombrar Hermanas de honor a las Reverendas madres Clarisas. En este apartado de nombramientos cabe señalar el que se produjo el 22 de enero de 1983, cuando se concede a Sus Majestades los Reyes de España, D. Juan Carlos I de Borbón y Dña. Sofía de Grecia el nombramiento de Hermano Mayor y Camarera Mayor Honorarios, título honorífico que comparten con otros hermanos destacados. El 20 de septiembre de 1996, gracias a la gestión de N.H. el Teniente Coronel Francisco Nieto Villegas (q.s.G.g.) la Junta de gobierno en pleno es recibida en audiencia privada por sus Majestades los Reyes en el Campamento 'Álvarez de Sotomayor', en Viator.
Los primeros casi veinte años en la Catedral las imágenes permanecen expuestas en una capilla del lado de la Epístola, llamada ahora de los mártires hasta que en 1994 concluyen las obras de rehabilitación de la entonces parroquia del Sagrario que acomete y sufraga la Hermandad y los Titulares pasan a presidirla. Primero la Virgen de la Merced y, desde hace unos años, es Nuestro Padre Jesús en su Prendimiento quien lo hace.
En la Semana Santa de 2002 se produce la primera de las dos más importante revoluciones estéticas de la cofradía; tras más de veinte años cerrando la jornada del Miércoles Santo se pasa a ocupar el primer puesto del día. Ese año la Cruz de guía se pone en la calle a las 18:15 horas siendo recibida por la luz del sol en una estampa inédita hasta entonces en la historia de la Hermandad. Dos años más tarde (en 2004) se cambian las túnicas. Tras un proceso de casi tres años los hermanos aprueban en diferentes cabildos, primero, el cambio y, luego, el modelo definitivo, presentándose la cofradía en la calle con un nuevo hábito el Miércoles Santo de 2004.
En 2004 procesiona por primera vez el nuevo paso de misterio de Ntro Padre Jesús en su Prendimiento, obra del tallista sevillano Francisco Verdugo, con imaginería y cartelas de Fernando Murciano Abad, supone un gran cambio estético en el misterio ya que también se lleva a cabo la replanteación de la escena iconográfica.
En 2007 la Hermandad inicia las obras de restauración de su casa de hermandad, inmueble en Plaza Bendicho número 13 que adquiera en propiedad en 1995 y tras acometer el proyecto del prestigioso arquitecto Ramón de Torres con un gran esfuerzo económico por parte de la Hermandad se consigue devolver el aspecto original de la casa palacio que data de finales del XVII. Pasan cinco años hasta que el 14 de mayo de 2011 es bendecida y abierta al público para deleite y disfrute de los visitantes ya que además del valor del edificio se habilitó el Museo Sacerdote Fernando Berruezo donde se exponen los enseres que procesionan cada Miércoles Santo.
En noviembre de 2013 esta hermandad sufría un robo en su casa de hermandad, siéndole sustraída a la corporación del Miércoles Santo varios juegos de potencias de los dos cristos, además de otros enseres. El total de la pérdida se calculó en unos 30000 euros. La hermandad está en proceso de reponer las piezas sustraídas.
Actualmente la corporación se encuentra en un periodo de estabilidad desarrollando una intensa vida de hermandad desde enero hasta diciembre, iniciando en el año 2022 la primera fase del dorado del misterio del Prendimiento, a cargo del dorador sevillano Enrique Castellanos Luque. En 2023 celebra su 75 aniversario con un amplio calendario de cultos y actividades:  en la parte cultual procesionarán de manera extraordinaria los tres titulares, además de los cultos de regla y un Triduo extraordinario en el mes de junio, en la parte más cultural, ya en el último trimestre del año tendrán lugar dos exposiciones y un ciclo de conferencias, toda la info en www.hermandaddelprendimiento.com

## Titulares

### Nuestro Padre Jesús en su Prendimiento

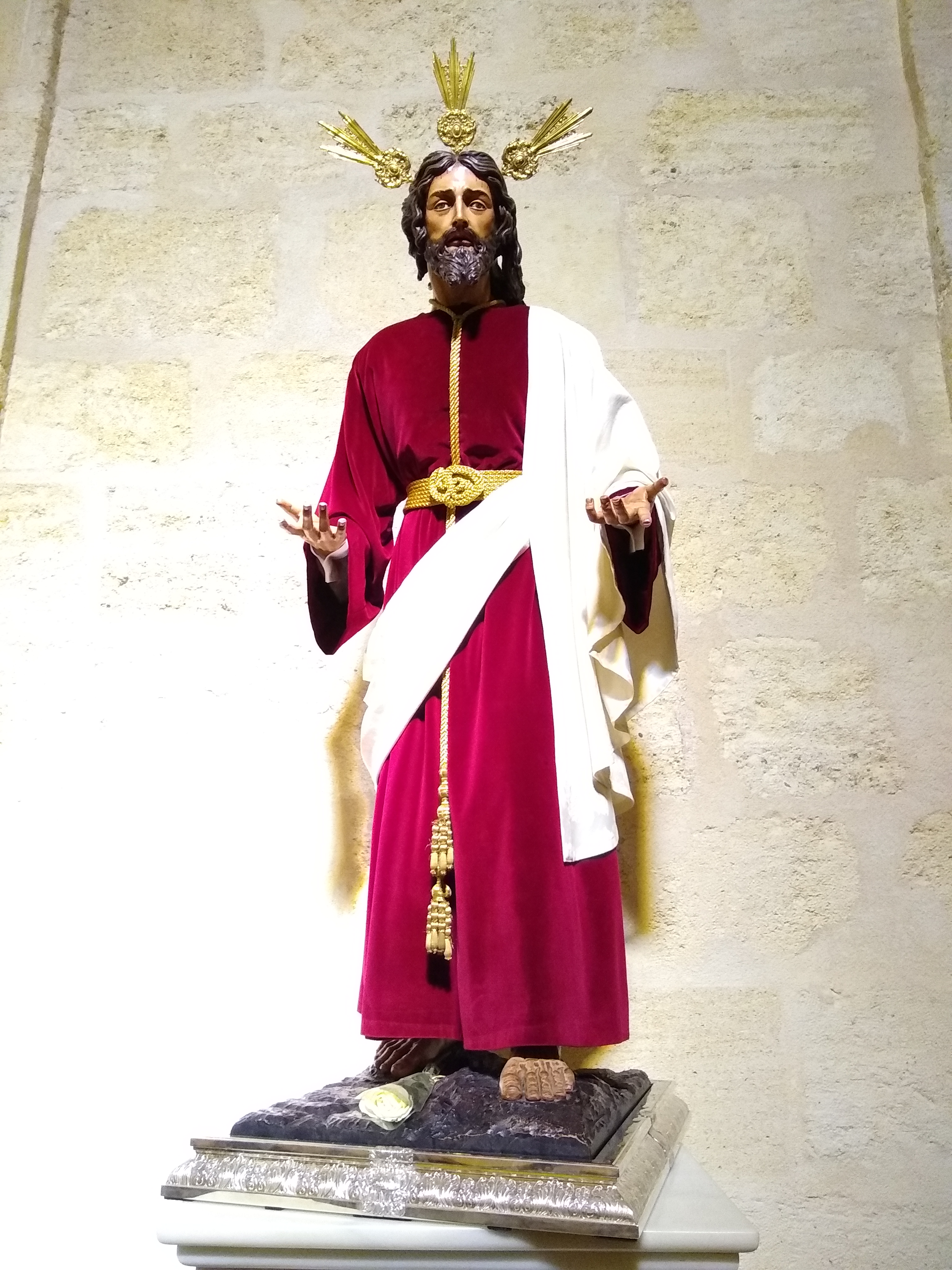
Jesús en su Prendimiento. Capilla del Sagrario de la Catedral de Almería.

En 1990 Antonio Joaquín Dubé de Luque entrega a la Hermandad la actual imagen de Nuestro Padre Jesús en su Prendimiento. Realizada en madera de cedro, representa al Señor justo al recibir el beso de Judas. Ladea levemente la cabeza hacia la izquierda teniendo los ojos y las pestañas pintados en la madera; el iris policromado en un característico tono verdoso dota a la imagen de una notable personalidad. Los dientes son tallados y mide 167 centímetros (sin la peana). La imagen fue bendecida el 31 de marzo de 1990.
La primera imagen del Señor en el momento de su Prendimiento con que contó la Hermandad se trató de una obra salida del taller de Jesús de Perceval en 1948. De aquel taller salió, precisamente, todo el misterio formado, además, por otra imagen de San Pedro, dos soldados romanos y Judas. Apenas dos años más tarde fueron sustituidas las imágenes de Jesús y Judas por la de Nuestro Padre Jesús Cautivo de Medinaceli, obra atribuida a José Navas-Parejo Pérez. En 1980 la Hermandad decidió sacar de nuevo las imágenes de San Pedro y el romano Malco (del misterio original) en un paso. En 1982 se encarga a Eduardo Espinosa Alfambra la realización de un nuevo misterio compuesto por una imagen del Señor y Judas a los que habría que sumar la imagen de San Pedro y la de Malco, del misterio original. En 1985 se incorpora una nueva imagen, un romano obra del propio Espinosa Alfambra. Finalmente la Hermandad decide vender en 1990 las imágenes de Espinosa Alfambra a una hermandad de Gádor y encarga a Antonio Dubé las actuales imágenes: el sayón que prende al Señor (1991, remodelado en 2003), San Juan Evangelista (1992), Judas Iscariote (1993), San Pedro, (original de Perceval pero remodelado por Antonio Dubé en 1993 con el policromado de cabeza y manos y creación del resto del cuerpo), dos soldados romanos (1994 y 2000) y Santiago el Mayor (2003).
Atavíos y préseas
La imagen cuenta con cuatro túnicas. Una blanca, lisa, con mantolín rojo obra de Josefa Vega Romero (1990), otra de terciopelo azul, del Sindicato de la Aguja (1992), otra de terciopelo roja, también del Sindicato de la Aguja (2000), una elaborada en tisú de plata, donada por su cuadrilla de costaleros (2004), una azul, del mismo tono que los antifaces de los equipos de nazareno, donada por una familia de hermanos (2005) y una burdeos donada por unos hermanos (2007). Se completa con cíngulo con borlas de hilo de oro, de Casa Rodríguez (1990). Las potencias son de plata sobredorada, a doble cara y con detalles en marfil, rubíes y circonitas del taller de orfebrería Andaluza Manuel de los Ríos e hijos (2014) que sustituyen a las sustraídas en el robo sufrido en la casa de hermandad en 2013. En el año 2018, como regalo por parte por la Agrupación musical antro. Padre Jesús de la Pasión de Linares, el Señor cuenta entre su ajuar los mismos gemelos que lucen los componentes de la banda. En 2019, cómo donación por parte de un grupo de hermanos el Señor cuenta un  con mantolín liso en otomán color dorado y una túnica en damasco brocado con mantolín a juego hebreo, la confección ha sido realizada por Encarnación Dil Torres. En 2020 y por iniciativa de un grupo de hermanos se bendicen unas nuevas potencias repujadas en plata de ley y rematadas en el centro con tres topacios azules, las mismas han sido realizadas por el orfebre de Castilleja de la Cuesta Antonio Medina Vallecillo.

### Ntro. Padre Jesús Cautivo de Medinaceli

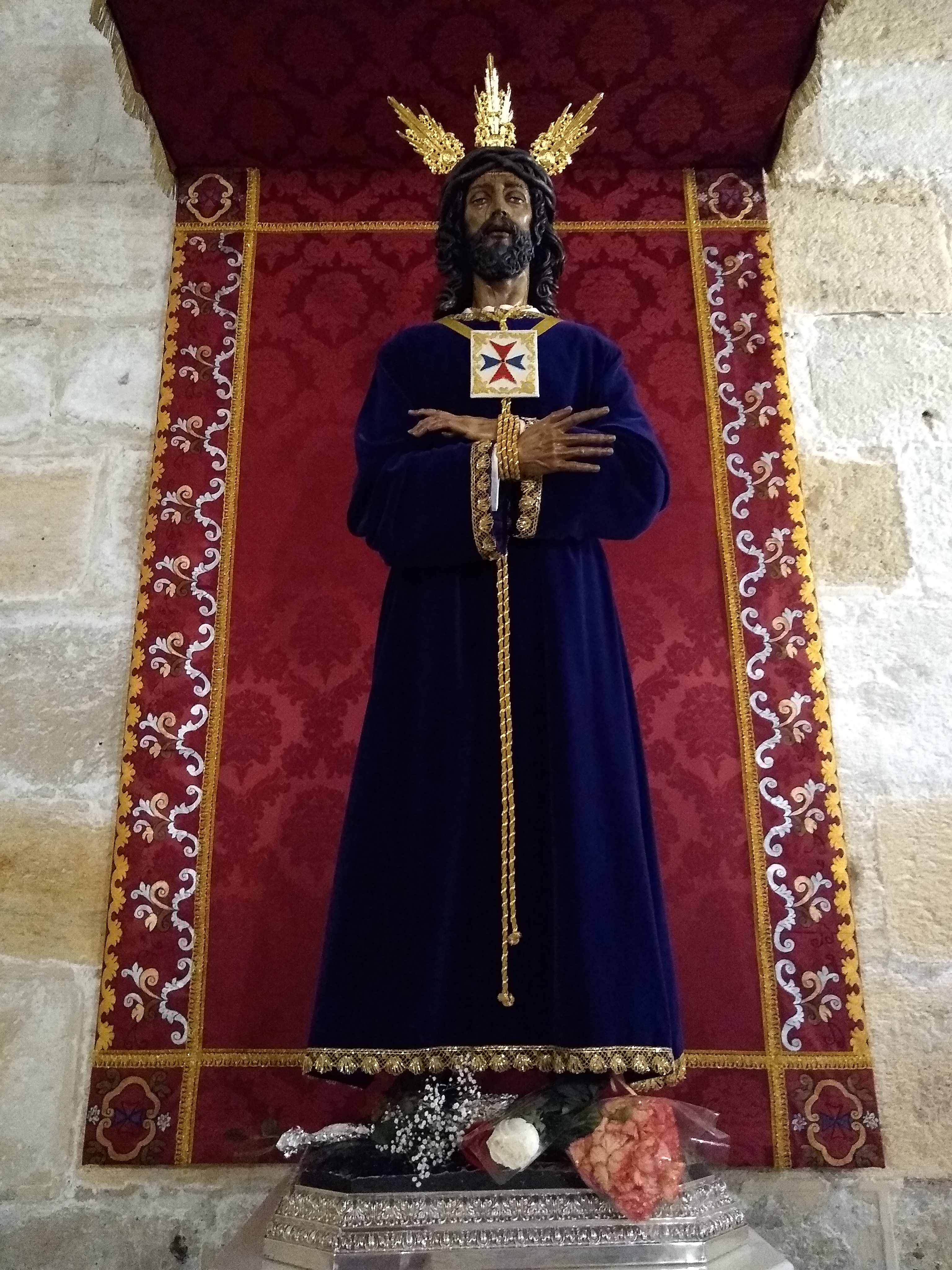
Jesús Cautivo de Medinaceli. Catedral de Almería.

La actual imagen del Señor es obra de Antonio Joaquín Dubé de Luque (1997) que vino a sustituir a la anterior (1986) que se perdió en el incendio de 1996. Se trata de una imagen de talla completa realizada en madera de cedro (181 centímetros de altura, sin la peana) con los brazos articulados y la corona de espinas tallada en el mismo bloque craneal.
Fue bendecida el 1 de marzo de 1997 por monseñor Rosendo Álvarez Gastón, obispo de Almería, en el transcurso de una misa celebrada en la plaza de la Catedral en la que actuó como madrina de la talla la ciudad de Almería, representada en el alcalde, Juan Francisco Megino López.
En 1950 José Navas-Parejo realiza una imagen de Jesús Cautivo de Medinaceli para la Hermandad. Empezó procesionando en el misterio del Prendimiento hasta que en 1959 pasó a hacerlo en un paso propio. A mediados de los ochenta fue remodelada por Antonio Dubé.
De la imagen primitiva se conserva una túnica bordada en oro sobre terciopelo morado (1850). La actual talla cuenta con cinco túnicas: una de terciopelo morada, bordada en oro por Fernández y Enríquez (1997), otra de lanilla morada, lisa, obra de Josefa Vega Romero (1997), otra de terciopelo burdeos, lisa, de Dolores Hernández Ruiz (1998) quien al año siguiente (1999) haría otra de terciopelo morado, también lisa. Túncia en terciopelo burdeos con bordados en pecho y mangas por Fernández y Enríquez, siendo traspasados los bordados en el taller del malagueño Sebastián Marchante Gambero (2002). En el Sindicato de la Aguja se realizaron varias túnicas, una  morada, de terciopelo (2007) y otra de color blanco en lanilla donada por el grupo joven (2012) En 2015 varios hermanos de la corporación donan al Señor una túncia en terciopelo color benrejena realizada por la modista Dolores Martin.
Cuenta con varios escapularios; uno bordado en hilo fino de oro por Concepción Girón, la hermana Teresa (1987), otro bordado en sedas por Fernández y Enriquez (1997) y otro bordado en hilo fino de oro por N.H. Carmen Muley Sorroche (1997). Cuenta, además, con cíngulo con borlas de hilo fino de oro realizado por Sergio Guzmán (1997). Completan sus atavíos las magníficas potencias realizadas por el taller de orfebrería sevillano Ramón León Peñuelas (2014) que sustituyen a las sutraídas en el robo sufrido en la casa de hermandad en 2013, repujadas y cinceladas en plata con siguen el diseño de las anteriores.
Por la devoción que suscita entre la población católica almeriense, es conocido como "El Señor de Almería", hecho que queda demostrado cada primer viernes de marzo, cuando la cofradía organiza un besapiés que se convierte en multitudinario, y por la gran cantidad de promesas que van detrás del paso cada Miércoles Santo.

### Nuestra Señora de la Merced

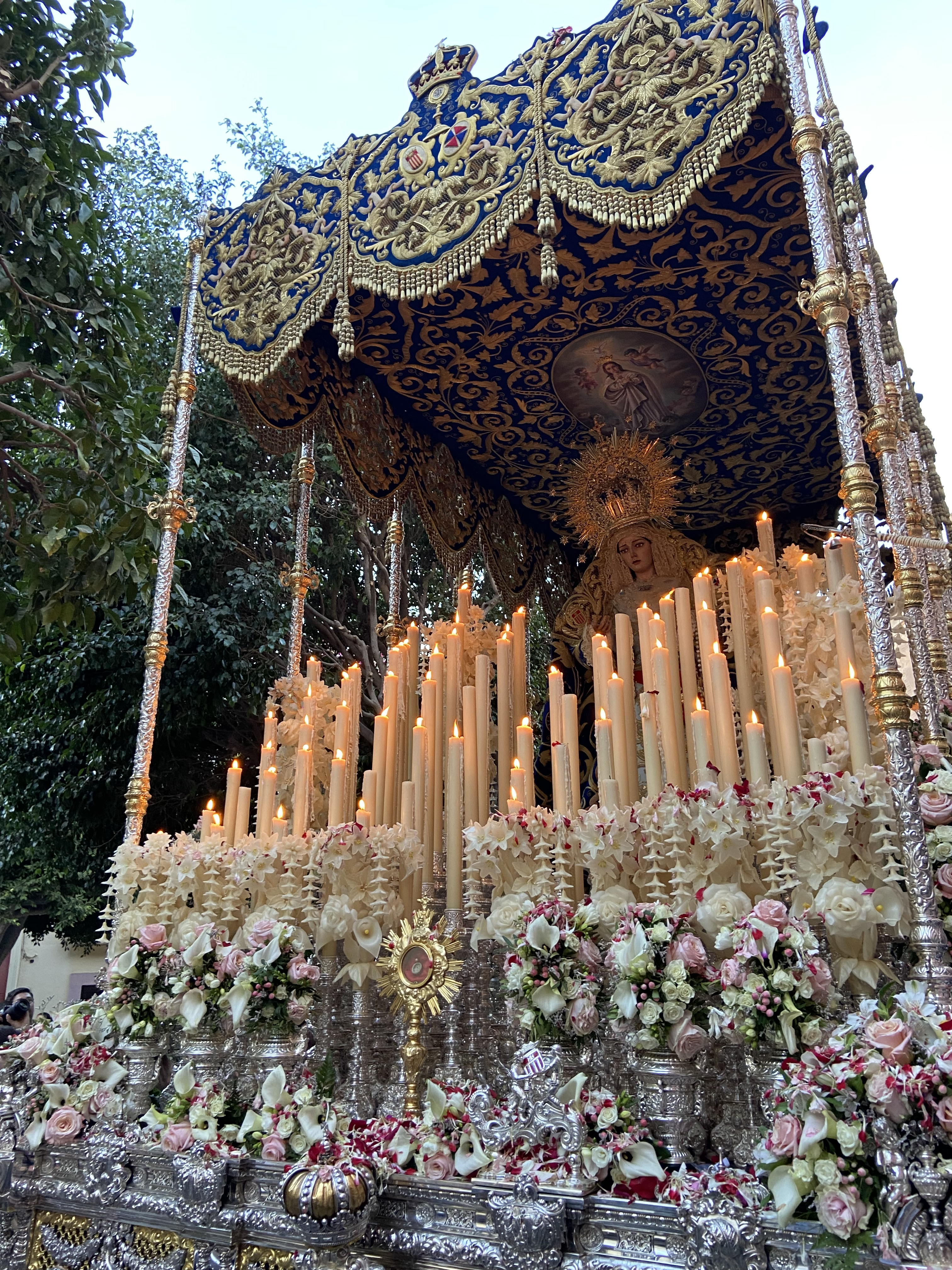
Virgen de la Merced en su paso para la salida extraordinaria por la Magna de Almería 2022.

Es obra de Antonio Joaquín Dubé de Luque (1996), en madera de cedro. De aniñado semblante, inclina ligeramente la cabeza hacia el lado derecho y dirige la mirada ausente al suelo. Tiene los ojos pintados, con el iris pincelado en tonos castaños y las pestañas superiores postizas. Lleva cinco lágrimas de cristal. La boca, entreabierta, permite ver los dientes superiores y la lengua tallados.
La bendijo el obispo de la diócesis monseñor Álvarez Gastón el 21 de septiembre de 1996 en la plaza de la Catedral.
Evolución
La primera imagen de la Virgen de la Merced a la que la Hermandad rindió culto fue una pequeña imagen de gloria en la parroquia de San Sebastián. En 1956 se encarga una dolorosa a Enrique Pérez-Comendador que es sustituida en 1985 por una de Antonio Dubé que se perdió en el incendio de 1996. La actual imagen vino a sustituir a aquella y fue donada por el propio imaginero.
Ajuar
La imagen cuenta con cinco sayas: una bordada con apliques por Alfonso Reyes (1985) sobre raso color marfil, otra bordada con apliques sobre tisú de plata por Gabriel Martín Gázquez (1996), otra bordada en oro sobre terciopelo burdeos por Sebastián Marchante Gambero (1996), otra bordada en oro y sedas sobre terciopelo marfil por N.H. Carmen Muley Sorroche (2000) repitiendo el diseño de la que se perdió en el incendio de 1996, otra confeccionada con bordados de un antiguo estandarte sacramental sobre tisú celeste por Sebastián Marchante Gambero (2010) además de la última confeccionada a través de un antiguo damasco de plata restaurado y con detalles bordados sobre el tejido por el malagueño Sebastián Marchante Gambero (2013) donada por un oficial de la junta de gobierno. Se conservan dos escapulario realizado por Carmen Góngora (1960) que formaban parte de la terna perdida que completaba la saya y manto perdidos en el incendio de 1996, uno de ellos con el que se bendijo la primera imagen de la Merced obra de Pérez Comendador.
Completa este ajuar un manto de vistas bordado en oro sobre terciopelo burdeos por José Manuel Elena Martín (1996), que terminó ese mismo año la toca de sobremanto, bordada en oro sobre maya así como el manto de salida bordado en sedas e hilo de oro sobre terciopelo azul 'pavo real' (1998). En 2019 se bendice un nuevo manto de vistas, bordado en oro y sedas sobre tisú de plata por el bordador malagueño Sebastián Marchante Gambero, donado por Rodolfo Díaz Lussnigg, hijo de Dª Resi Lussnigg, camarera mayor honoraria de la hermandad y fundadora de la misma.
Entre las numerosas preseas de la imagen, destacan la corona de plata, oro, marfil y piedras preciosas que repujó Manuel de los Ríos Navarro (1996) y donó su hechura a la Hermandad así como el puñal de oro que labró al año siguiente. Prácticamente todos los trabajos de orfebrería con que cuenta la Hermandad han salido del taller de Manuel de los Ríos: la corona de capilla realizada en alpaca dorada (1986), el aro de estrellas realizado en alpaca (1987) y la diadema de plata sobredorada, con esmaltes (1991). En 2015 un oficial de la junta de gobierno dona a Ntra Sra de la Merced una corona realizada en plata compuesta de distintas piezas del siglo XIX, restauradas por el orfebre José María Cosano.
La imagen cuenta, además, con insignias como la medalla del Senado donada por la hermana María del Mar Agüero (1997) así como diferentes broches donados por los órganos y cuerpos con los que la Hermandad mantiene especial vinculación: como el que donó el Grupo de Artillería de la Legión de Almería o la Encomienda de la Real Orden de reconocimiento civil a las víctimas del terrorismo donada por el hermano José Carlos Sánchez Martín en 2019.

## Repertorio Musical
La Hermandad tiene una serie de marchas dedicadas a sus titulares:
- Nuestra Señora de la Merced, de José Berenguel Escámez, 1984.

- Nuestro Padre Jesús Cautivo de Medinaceli, de Rafael Barco Molina, 1985.

- La traición de Judas, de Domingo Gálvez, 1987.

- Cristo de Medinaceli, de Domingo Gálvez Gómez, 1989.

- Himno Salve Santísima Virgen de la Merced, de Domingo Gálvez, 1990.

- Prendimiento y Merced, de Francisco José Rodríguez Abuín, 1991.

- Nuestro Padre Jesús Cautivo de Medinaceli, de José Pedro Licerán Casanova, 1994.

- Resurgida Merced, de Domingo Gálvez, 1996.

- Paloma Mercedaria, de Abel Moreno Gómez, 1996.

- Costaleros de la Merced, de Juan Montserrat Salas, 1998.

- Prendimiento de Cristo, de Israel Jiménez Chozas, 2000.

- Jesús del Prendimiento, de José Manuel Mena Hervas, 2000.

- Bajo tu palio, Merced, de Manuel Garín Borrego, 2003.

- Cristo de Medinaceli, de Antonio Velasco.

- Himno a Nuestra Sra. de la Merced, de Javier Ocaña Gámiz.

- Prendío en su mirada, de Miguel Ángel Álvarez Chamorro, 2007.

- Bajo tus pies, Cautivo; 2007.

- A Ti, Rey y Señor de Almería, Sergio Pastor, 2009.

- Virgen de la Merced, Francisco Javier Alonso Delgado, 2012.

- Cautivo bajo tus pies, Javier Anaya.

- Llegó tu hora, Francisco Ortíz Morón, 2015.

- De Almería, Señor; Manuel Jesús González, 2016.

- Merced, Cristóbal López Gándara, 2017.

- Madre Mercedaria, Pablo Ojeda Jiménez, 2018.

- Al Señor del Prendimiento, Cristóbal López Gándara, 2018.

- Al que yo bese, Francisco Javier Torres Simón, 2019.

- Mirada Cautiva, Manuel Jesús Guerrero Marín, 2020